# Notre-Dame-de-Montauban
Pour les articles homonymes, voir Notre-Dame et Montauban.
Notre-Dame-de-Montauban est une municipalité canadienne du Québec située à la limite nord de la municipalité régionale de comté de Mékinac et dans la région administrative de la Mauricie. La municipalité comporte deux villages : Notre-Dame-des-Anges et Montauban-les-Mines. Les deux villages sont reliés par la route 367 et sont distancés d'environ 7 kilomètres (4,3 mi.).

## Toponymie
Le nom municipal résulte de l'amalgame de deux noms historiques : Notre-Dame-(des-Anges) et Montauban. Le premier fait référence à Sainte Marie, alors que le second, tiré du nom du canton créé en 1870, provient de celui de la ville française Montauban.

## Histoire

### Chronologie municipale
- 1882 : Constitution de la municipalité de Notre-Dame-des-Anges-de-Montauban à partir des territoires non organisés du comté de Portneuf.
- 24 avril 1899 : La municipalité de la paroisse de Saint-Rémi se détache de Notre-Dame-des-Anges-de-Montauban.
- 1919 : La municipalité du village de Notre-Dame-des-Anges se détache de Notre-Dame-des-Anges-de-Montauban.
- 1919 : La municipalité du village de Montauban se détache de Notre-Dame-des-Anges-de-Montauban.
- 1969 : Fusion entre Notre-Dame-des-Anges et Notre-Dame-des-Anges-de-Montauban pour former la municipalité de Notre-Dame-des-Anges.
- 3 janvier 1976 : Fusion entre Notre-Dame-des-Anges et Montauban pour former la municipalité de Notre-Dame-de-Montauban

### Chronologie religieuse
- 1er janvier 2018 - Création de la nouvelle fabrique de la paroisse Saint-Cœur-de-Marie fusionnant les fabriques de Notre-Dame-des-Anges, Saint-Éloi-les-Mines, Saint-Rémi-du-Lac-aux-Sables, Saint-Léopold d'Hervey-Jonction, Sainte-Thècle et Saint-Adelphe.
- 10 juin 2018 - Inauguration de la nouvelle fabrique en présence de l'évêque du diocèse de Trois-Rivières Mgr Luc Bouchard.

## Géographie
La municipalité couvre 163,53 km2 et compte 53 lacs. La rivière Batiscan coulant du nord au sud scinde la municipalité en deux. Le village de Notre-Dame-des-Anges est situé du côté est de la rivière, en aval des chutes du neuf, tandis que le village de Montauban-les-Mines est situé à l'est, près de la limite de Saint-Ubalde. La localité de Notre-Dame-de-Montauban fait partie de la Batiscanie, étant dans le bassin versant de la rivière Batiscan. Toutefois, une zone au sud-est du territoire municipal, à la limite de Saint-Ubalde, est plutôt tributaire du bassin versant de la rivière Sainte-Anne. À partir du lac Charest, dans le sud-ouest, la rivière Charest coule vers le sud-ouest jusqu'à sa confluence avec la rivière Sainte-Anne à Sainte-Anne-de-la-Pérade.

## Démographie
À Notre-Dame-de-Montauban, la population s'élève à environ 850 habitants, avec un âge médian de 45 ans. Le groupe d'âge le plus significatif est celui des 25-44 ans. En saison estivale, la population double à cause de la villégiature.
| 1981 | 1986 | 1991 | 1996 | 2001 | 2006 | 2011 | 2016 | 2021 |
| ---- | ---- | ---- | ---- | ---- | ---- | ---- | ---- | ---- |
| 893  | 948  | 895  | 909  | 817  | 846  | 747  | 745  | 815  |

Logements privés occupés par des résidents permanents: 373 (total de logements: 712)
Langue maternelle des citoyens de Notre-Dame-de-Montauban:
- Le français comme langue maternelle : 100 %
- L'anglais comme langue maternelle : 0,0 %
- L'anglais et le français comme première langue : 0,0 %
- Autres langues maternelles : 0,0 %

## Administration
Les élections municipales se font en bloc pour le maire et les six conseillers.
| Notre-Dame-de-Montauban Maires depuis 2001                                                                           |                 |         |          |
| Élection | Maire           | Qualité | Résultat |
| 2001 | Jules Paquin    |         | Voir     |
| 2005 | Normand Hudon   |         | Voir     |
| 2009 | Jean-Guy Lavoie |         | Voir     |
| 2013 | Jean-Guy Lavoie | Voir    |          |
| 2017 | Serge Deraspe   |         | Voir     |
| 2021 | Marcel Picard   |         | Voir     |
| Élection partielle en italique Depuis 2005, les élections sont simultanées dans toutes les municipalités québécoises |                 |         |          |

## Économie
Le chemin de fer reliant Hervey-Jonction à Chambord (Lac Saint-Jean) a grandement contribué à l'essor économique du secteur Notre-Dame-des-Anges. La gare ferroviaire avait été construite du côté ouest de la rivière Batiscan.
Historiquement, l'économie locale a été principalement basée sur la foresterie et l'agriculture. La zone agricole occupe environ 8 % du territoire municipal; dans cette zone, près de 44 % est en culture et 51 % en boisé. Quelques pâturages sont aussi destinés à l'élevage bovin. La zone de Montauban a connu un essor économique par l'industrie minière.
Dans l'histoire de Notre-Dame-de-Montauban, 34 scieries ont été répertoriées. Scierie Montauban s'avère l'unique scierie à subsister. Les autres PME locales en exploitation sont spécialisées dans la construction, l'équipement mécanisé et de l'ébénisterie.

## Sport et loisir
Le centre sportif Jules Paquin a été désigné ainsi en reconnaissance à Jules Paquin, homme d'affaires dans l'industrie du bois, commissaire d'école, maire et préfet de comté. Ce centre sportif a été construit en 1982 et rénové en 2011.

## Société et culture
La localité compte deux lieux de culte catholique : l'église de Notre-Dame-des-Anges et la chapelle de Montauban.